# ベルガンティーノ
ベルガンティーノ（伊: Bergantino）は、イタリア共和国ヴェネト州ロヴィーゴ県にある、人口約2,400人の基礎自治体（コムーネ）。

## 地理

### 位置・広がり

#### 隣接コムーネ
隣接するコムーネは以下の通り。括弧内のMNはマントヴァ県、VRはヴェローナ県所属を示す。
- ボルゴカルボナーラ (MN)
- カステルノーヴォ・バリアーノ
- チェレーア (VR)
- レニャーゴ (VR)
- メラーラ

### 気候分類・地震分類
ベルガンティーノにおけるイタリアの気候分類 (it) および度日は、zona E, 2355 GGである。
また、イタリアの地震リスク階級 (it) では、zona 3 (sismicità bassa) に分類される。

## 行政

### 分離集落
ベルガンティーノには、以下の分離集落（フラツィオーネ）がある。
- Bugno, Ca'Poltronieri, Le Fornaci, Malpassaggio, Marchese, Prateria, San Giovanni